# Get a Horse!
Get a Horse! (Hora de Viajar!, no Brasil; A Cavalo, em Portugal) é um curta-metragem produzido pela Walt Disney Animation Studios e que será anexado as exibições de Frozen. Ele apresenta a voz de Walt Disney como Mickey Mouse.
Get a Horse! é o primeiro curta cinematográfico do Mickey desde  Runaway Brain (1995) e a primeira aparição do Coelho Oswald em uma animação da Disney em 85 anos.

## Sinopse
Mickey, Minnie Mouse e seus amigos Horácio e Clarabela estão a desfrutar de um passeio musical de carroça, até que Bafo de Onça aparece e tenta jogá-los para fora da estrada.

## Elenco
- Walt Disney como Mickey Mouse
- Billy Bletcher como Bafo de Onça

## Dublagem Brasileira
- Guilherme Briggs como Mickey Mouse
- Mabel Cézar como Minnie Mouse
- Mauro Ramos como João Bafo de Onça

## Dobragem Portuguesa
- Rui Paulo como Mickey
- Sandra de Castro como Minnie
- Luís Mascarenhas como Pete

## Lançamento
O curta-metragem teve sua estreia em 27 de novembro de 2013, anexado às exibições de Frozen.